# Chiloé
L'isola di Chiloé (spagnolo: Isla de Chiloé, o Isla Grande de Chiloé) si trova nel sud del Cile.
Fa parte dell'arcipelago di Chiloé ed è la più grande: è lunga 180 chilometri e larga 50. La sua popolazione è di circa 155 000 abitanti e ha una superficie di 9181 km². La provincia di Chiloé comprende l'isola omonima e un gruppo di isole secondarie. Le sue due città principali sono Castro (capitale) e Ancud, vecchia capitale della provincia e sede vescovile.
Nel 2000 le sue chiese sono state dichiarate Patrimonio dell'umanità dall'UNESCO. Queste costruzioni sono state interamente realizzate con legno locale, a dispetto del fatto che il clima dell'isola sia famoso per essere molto umido ed inclemente. Costruite nel corso del XVIII e XIX secolo quando il Cile faceva ancora parte dell'Impero spagnolo, rappresentano la fusione della cultura religiosa europea con le abilità e tradizioni delle popolazioni native dell'arcipelago: un esempio di cultura meticcia. Una leggenda locale racconta di una nave fantasma, il Caleuche, che naviga nei dintorni dell'isola durante la notte.

## Storia

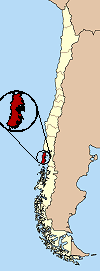
Chiloé in Chile

All'arrivo degli spagnoli, l'isola era popolata da chonos, huilliches e cuncos. I chono erano cacciatori-raccoglitori nomadi che si spostavano su piroghe chiamate dalca, mentre gli altri due popoli si dedicavano alla coltivazione di patate, mais e fagioli, e all'allevamento dei lama.
Nel 1540, Alonso de Camargo avvistò le coste di Chiloé mentre viaggiava verso il Perù. In una spedizione organizzata dal vescovo di Plasencia Gutierre de Vargas y Carvajal, il capitano Francisco de Ulloa arrivò al Canale di Chacao nel 1553 e perlustrò le isole dell'arcipelago.
Nel 1558, García Hurtado de Mendoza iniziò un'altra spedizione che culminò con la presa di possesso di queste isole per conto della corona spagnola. Nel 1567 iniziò il processo di conquista fondando la città di Castro. L'isola fu originariamente battezzata con il nome di Nuova Galizia, ma il termine venne abbandonato in favore dell'originaria voce huilliche "Chiloé", che significa "luogo di chelles" (gabbiani bianchi con la testa nera).
Si deve ai gesuiti, incaricati dell'evangelizzazione, e poi ai francescani la tipica costruzione in legno delle chiese di Chiloé.
Il processo di Indipendenza passò inavvertito a Chiloé che, di fatto, fu l'ultimo baluardo spagnolo in Sudamerica. Entrò a far parte del Cile solo nel 1826, 8 anni dopo l'indipendenza e le fallite campagne del 1820 e del 1824.
Nel XIX secolo fu centro di rifornimento per le baleniere straniere. Dalla metà del XIX secolo e fino agli inizi del XX secolo, Chiloé fu il principale produttore di traversine per ferrovie in tutto il continente. Da quel momento cominciarono a formarsi nuove città, nacquero così Quellón, Dalcahue, Chonchi e Quemchi. Dal 1895 si iniziarono ad assegnare terre a coloni europei ed anche a grandi industrie di produzione.
Alla fine del XX secolo, Chiloé aderì al modello imposto in tutto il Cile e sperimentò cambiamenti nei suoi sistemi di vita. Le nuove imprese, come quella dell'acquacoltura, con l'allevamento dei salmoni, apportarono benefici ai chiloti, ma anche problemi, quali l'alterazione degli ecosistemi.

## Città
Le principali città e villaggi sono:
- Achao: 2 484 abitanti. Situato sull'isola di Quinchao, è il centro abitato più importante situato fuori dall'isola grande di Chiloé e capitale del comune di Quinchao. Qui si trova Santa Maria di Achao, la chiesa di legno più antica di Chiloé, costruita dai gesuiti a metà del XVIII secolo e dichiarata Patrimonio dell'Umanità.
- Ancud: città di 39 946 abitanti. Fondata nel 1767, fu la capitale della provincia di Chiloé fino al 1982; ed è, in ordine d'importanza, la seconda città dell'isola. Vi si trova il Museo Regionale di Ancud, che conserva oggetti storici, artigianali e raffigurazioni di esseri mitologici; e la Cattedrale di San Carlos.
- Castro: città portuale, con 39 366 abitanti. È la capitale della provincia di Chiloé dal 1982. È la terza città più antica del Cile (tra quelle tuttora esistenti) e fu fondata nel 1567. Sono una nota caratteristica le sue palafitte (le uniche rimaste in tutta l'isola), il Mercato, e la chiesa di San Francesco, dichiarata Monumento Nazionale. Nel comune di Castro si trova parte del Parco nazionale di Chiloé.
- Chonchi: 4 588 abitanti. Conosciuta come la "città dei tre piani", caratterizzata dalle sue costruzioni in cipresso. Risale al 1754. Particolarmente bella la sua passeggiata costiera. Nel comune di Chonchi si trova l'entrata, e la maggior parte della superficie, del Parco nazionale di Chiloé.
- Dalcahue: 4 933 abitanti. Famosa per il suo mercato artigianale che si tiene ogni domenica mattina. Vi si possono acquistare tessuti e cesti provenienti dalle vicine località. È il punto d'imbarco per l'isola di Quinchao.
- Queilén: 1 912 abitanti, porto situato su una lunga penisola. I gesuiti si stabilirono a Queilén nel XVIII secolo, ma il villaggio sorse solo alla fine del XIX secolo. Si trova a mezz'ora di strada da Chonchi.
- Quellón: città di 13 656 abitanti, la terza in ordine di grandezza di Chiloé. La città fu fondata nel 1906 da una compagnia distillatrice che chiuse nel 1952. Il suo nome era in origine Llauquil.
- Quemchi: villaggio di 1 665 abitanti. Il comune di Quemchi ha due rilevanti attività produttive: la pesca e l'agricoltura. Ha dato i natali ad uno degli scrittori più importanti del Cile: Francisco Coloane.

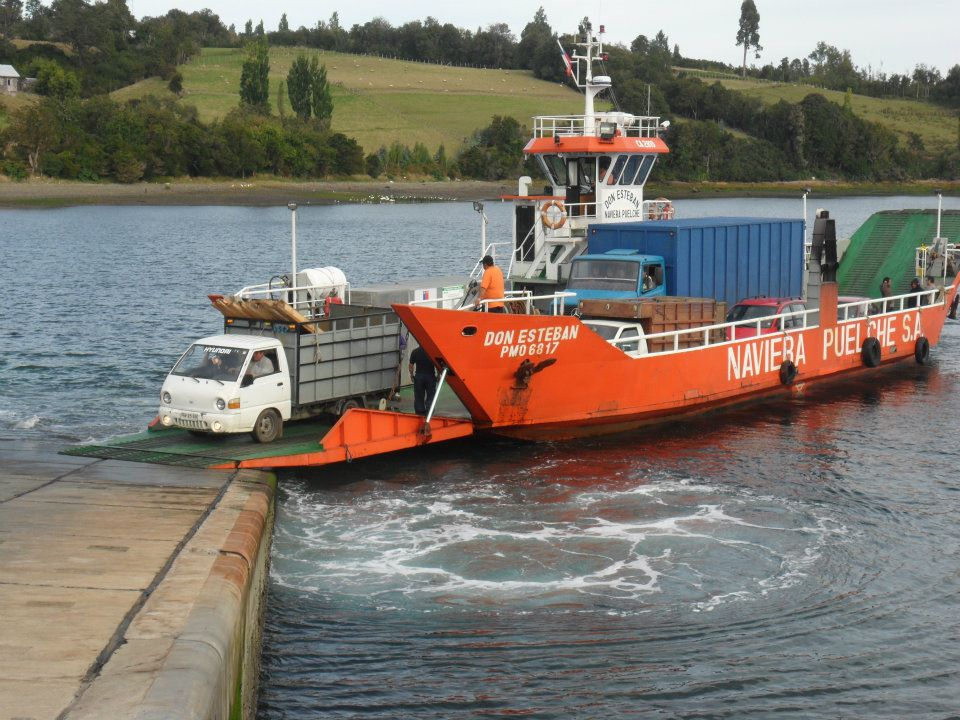
Un traghetto sbarca veicoli su Chiloé

## Galleria d'immagini

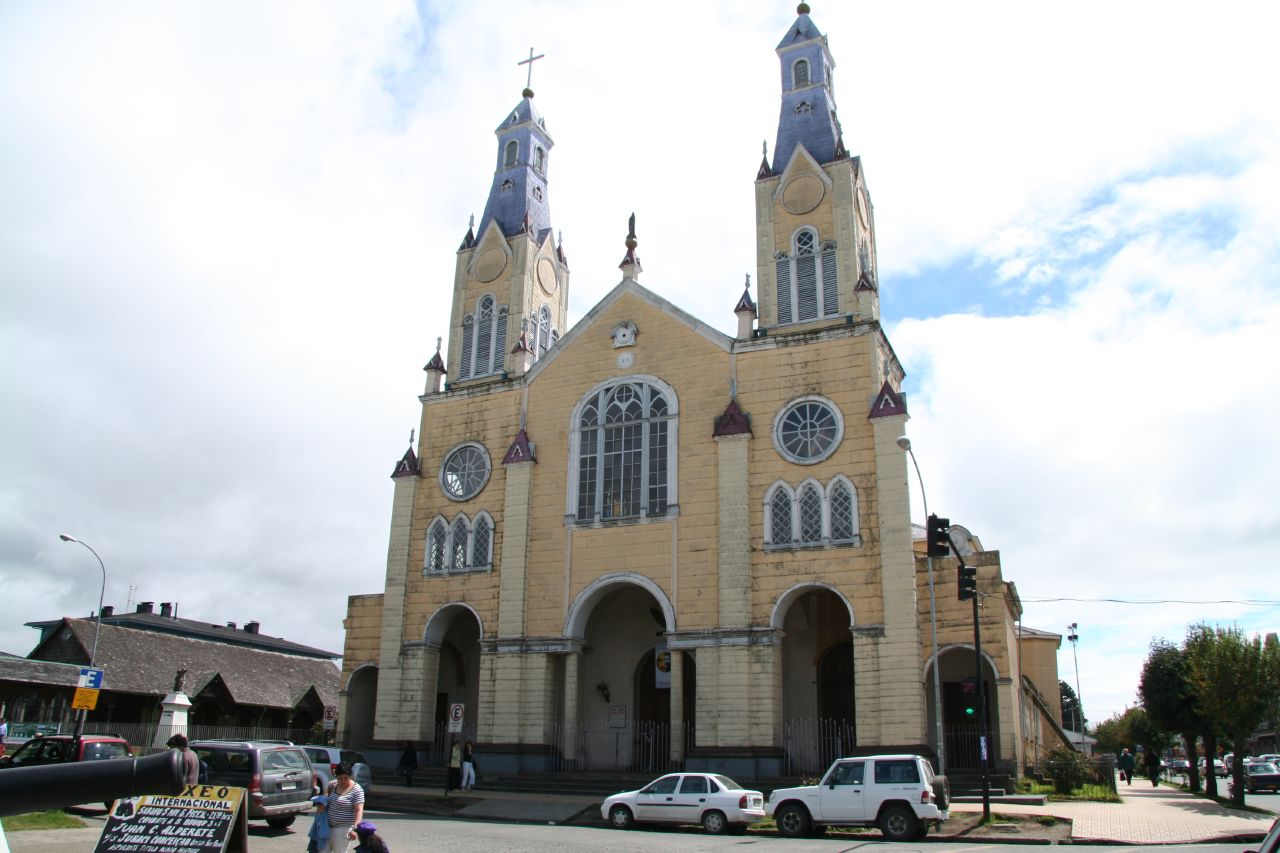
Chiesa dell'Apostolo Giacomo (Santiago) a Castro
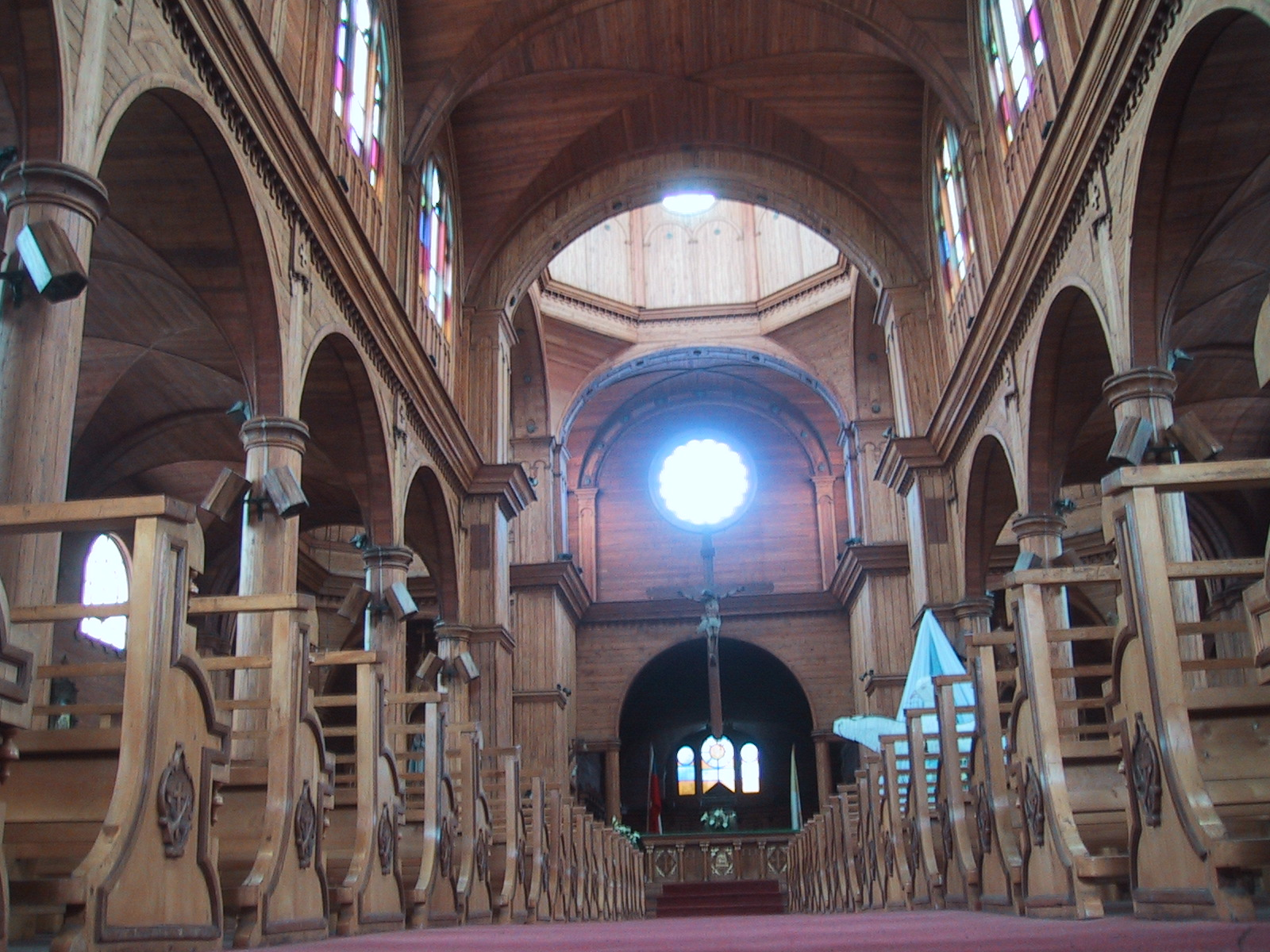
Chiesa dell'Apostolo Giacomo (Santiago) a Castro
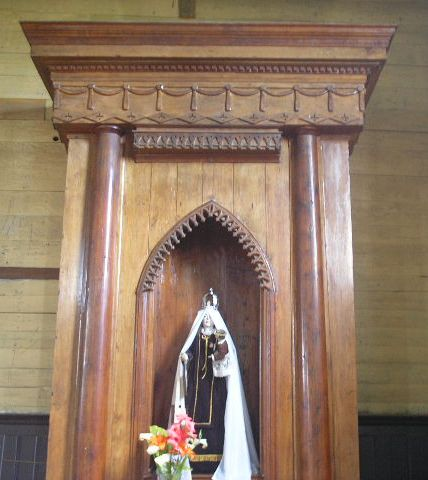
Chiesa Nuestra Señora de los Dolores, Dalcahue
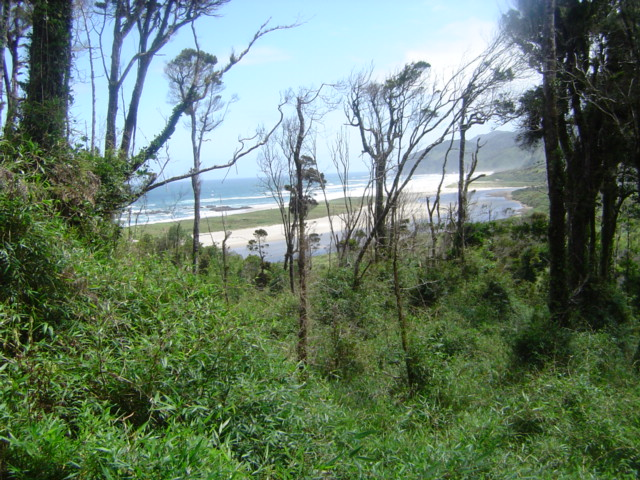
Parco nazionale di Chiloé
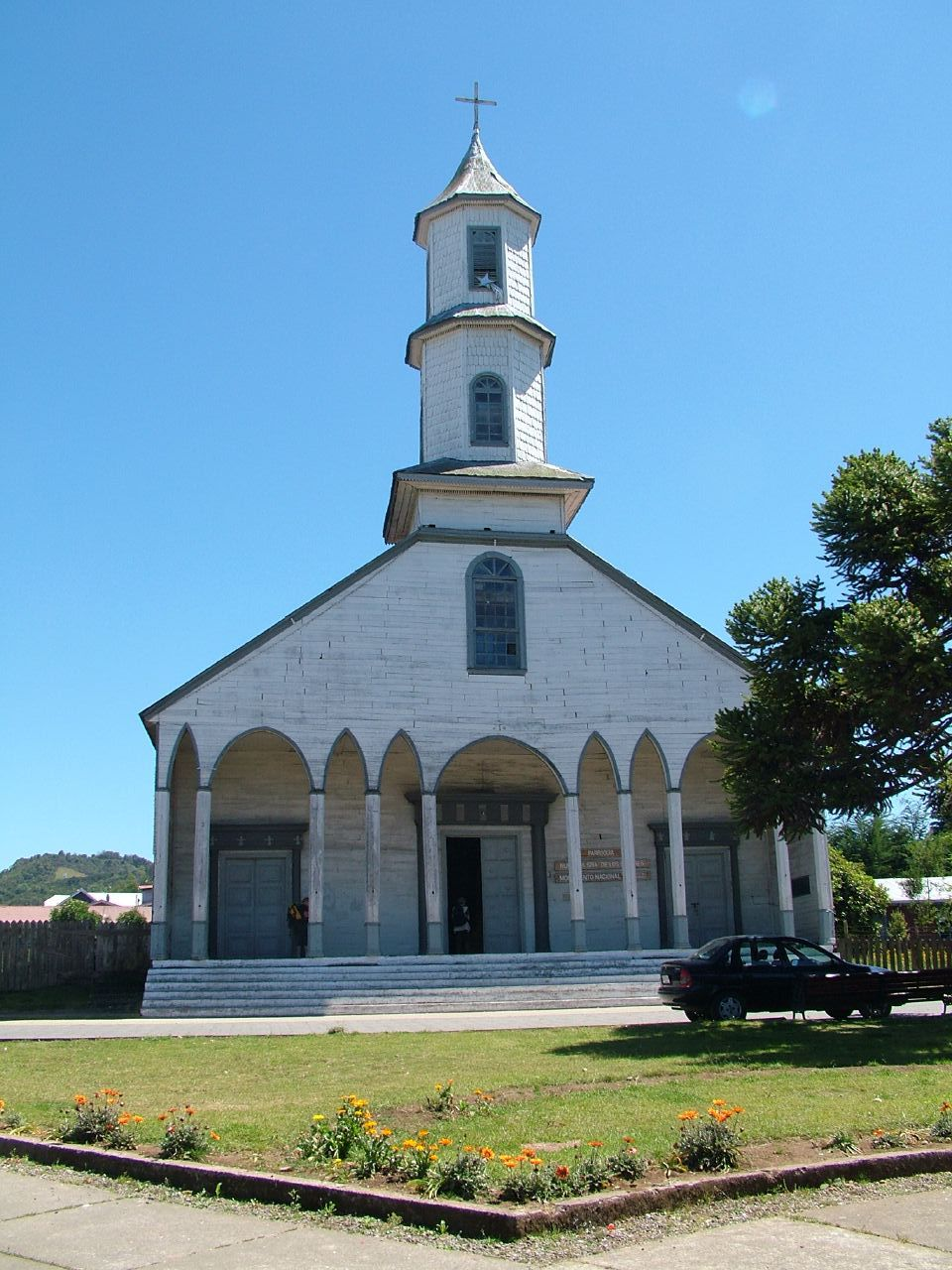
Chiesa di Nostra Signora dei Dolori di Dalcahue